# Clytorhynchus pachycephaloides
El monarca pardo (Clytorhynchus pachycephaloides) es una especie de ave paseriforme de la familia Monarchidae propia de Melanesia.

## Subespecies
Existen 2 subespecies:
- C. p. pachycephaloides: Nueva Caledonia.
- C. p. grisescens: islas Banks (Vanuatu).

## Distribución y hábitat
Se la encuentra en Nueva Caledonia y Vanuatu. Su hábitat natural son los bosques bajos húmedos subtropicales o tropicales.